# Château de Temniac
Le château de Temniac est un château français situé à Sarlat-la-Canéda, dans le département de la Dordogne, en région Nouvelle-Aquitaine.

## Localisation
Le château de Temniac est un château implanté dans le Périgord noir au nord de la commune de Sarlat-la-Canéda.

## Historique
Le château appartenait aux comtes de Périgord au VIIIe siècle et IXe siècle. Les comtes de Périgord ont vendu le château en 890 à l'abbé du monastère de Sarlat. Le château a été agrandi par les religions.
En 1317, le château devient la propriété de l'évêque de Sarlat et le reste jusqu'à la Révolution. À la suite des combats contre les Anglais pendant la guerre de Cent Ans le château est en ruine. Il est restauré par l'évêque Bertrand de La Cropte en 1424 ainsi que la chapelle castrale placée contre la face sud de l'enceinte. Bertrand de Rouffignac relève le château et lui donne un aspect Renaissance à partir de 1480, puis par Pons de Salignac. 
Le château est incendié par les protestants commandés par Symphorien de Durfort, marquis de Duras, le 6 octobre 1562. Le chanoine Jean Tarde a écrit dans ses chroniques : « mais pour ne s'en aller pas sans laisser quelque trâce de leur réformée insolence, ils mirent le feu aux quatre faubourgs et au chasteau de Temniac, ruinèrent le couvent des cordeliers....mirent en cendres tous les foins, pailles, vivres et respandirent le vin qu'il ne purent boire ».
Le château est rebâti en 1593. Il est de nouveau détruit et pillé par les troupes du prince de Condé pendant la Fronde en 1652. Le château est relevé de ses ruines par François de Salignac de La Mothe-Fénelon, oncle de Fénelon, en 1662. Il devient une habitation confortable au milieu du quadrilatère de l'enceinte. La tour sud-est est remplacée par une tour hexagonale dans laquelle se trouve l'escalier donnant accès à l'habitation.
Le premier séminaire de l'évêché de Sarlat est installé dans le château en 1683.
Le château est saisi comme bien national et vendu le 2 prairial an III. Il est acheté par Antoine Gueyraud  pour 24 000 francs. Le château devient un bâtiment agricole et tombe en ruine.

## Description
Le château comprend une enceinte quadrilatère avec deux tours rondes dans les angles et une tour carrée servant d'entrée.
Le château reconstruit au XVe siècle se trouve au centre de l'enceinte. 

## Protection
Le château est classé au titre des monuments historiques le 11 décembre 1969.